# Groptjärnen (Tärna socken, Lappland)
Groptjärnen är en sjö i Storumans kommun i Lappland och ingår i Umeälvens huvudavrinningsområde.